# Азійська компанія
55°40′29″ пн. ш. 12°35′20″ сх. д. / 55.67475306° пн. ш. 12.58900194° сх. д.
Азійська компанія (дан. Asiatisk Kompagni) — данська торговельна компанія, утворена у XVIII ст. для ведення торгівлі з Індією та Китаєм.
Була заснована у 1732 році і, відповідно до королівського привілею, отримала монопольне право на ведення торгівлі з країнами, розташованими в районі Індійського океану та Китаєм. 
В організаційному плані компанія являла собою акціонерне товариство, найбільшими акціонерами якого були копенгагенські купці. Акціонерний капітал компанії становив 100 тис. риксдалерів і був розділений на 400 акцій по 250 ріксдалерів кожна.
Торгівля відбувалася шляхом відправки морських експедицій, які везли з собою срібло для закупівлі в Індії бавовняних тканин, а також чаю і порцеляни в китайському Кантоні (Гуанчжоу). Витрати на організацію експедицій несли акціонери відповідно до кількісті акцій. Спорядження кораблів було справою хоч і коштовною, однак і досить вигідною. Після повернення експедицій товари продавалися з торгів у Копенгагені, де їх часто скупляли іноземні  торговці, особливо голландці.
Розквіт компанії припав на період з 1732 року до 1807 року, коли Копенгаген був одним з найбільших центрів ост-індської та китайської торгівлі, а особливо в ті моменти, коли Данія у перебігу європейських військових конфліктів зберігала нейтралітет. В період з 1734 р. до 1745 р. в Данію було ввезено товарів на суму 9,1 млн риксдалерів. В ці роки було споряджено  15 кораблів до Ост-Індії і 17 до Китаю, а з 1746 р. до 1765 р. їх кількість збільшилась до 27 та 38 кораблів відповідно. 
Після закінчення у  1772 р. терміну дії привілею торгівля з Ост-Індією стала вільною, однак за компанією на 20 років було закріплене право вимагати з приватних осіб, які відправляють кораблі в цей регіон, певні грошові кошти. Своїми ост-індськими володіннями компанія у 1777 р. поступилася данській державі і сконцентрувала свої зусилля на імпорті чаю з Китаю.
Війна з Англією, що почалася у 1807 році завдала непоправної шкоди торгівлі компанії. Після її закінчення нею було організовано кілька експедицій, однак вони виявилися збитковими. У 1844-му привилеї компанії були ліквідовані остаточно, а торгівля з Китаєм стала вільною для всіх данців.
Резиденція компанії розташовавулася в Копенгагені на вулиці Страндгаде в кварталі Християнхавн. До наших днів збереглася будівля  контори, побудована в 1738 році, і пакгаузи.

## Джерело
Salmonsens konversations leksikon, B. XVIII. — København, 1924.